# Segunda Categoría de Ecuador 2010
El Campeonato Ecuatoriano de Fútbol Segunda Categoría de Ecuador 2010, llamado oficialmente «Copa Credife Segunda Categoría 2010» por motivos de patrocinio, fue la trigésimo séptima (37.ª) edición de la Segunda Categoría de Ecuador. Este torneo iniciaría desde el 31 de julio al 11 de diciembre de 2010 el torneo daba 2 boletos para el ascenso a la Serie B, en este torneo se dio como anécdota que para la 1.ª fase en la cual eran los torneos provinciales, los torneos de Cotopaxi, Morona Santiago y Cañar no se jugaron, en el caso de Cotopaxi no se pudo jugar por problemas económicos por parte de sus clubes afiliados, mientras que en Morona Santiago no se jugó por falta de escenarios deportivos para poder jugarse además el torneo de Cañar no se jugó por motivos desconocidos, además este fue el debut para los torneos de las provincias de Santa Elena, Napo y Orellana.
El cuadro del Valle del Chota logra su primer título, mientras que Deportivo Quevedo obtendría su primer e único subtítulo, ambos equipos lograron el ascenso y jugarán en el Campeonato Ecuatoriano de Fútbol Serie B 2011 para la siguiente temporada.

## Sistema de campeonato
Zonal provincial (primera fase)
La primera fase estuvo conformada por los campeonatos provinciales organizados por cada asociación de fútbol (21 para el torneo 2010), los campeones y vicecampeones clasificaron al zonal regional. Por lo tanto jugaron la segunda fase divididos en cuatro zonas, en la zona 1 hubo dos hexagonales y pentagonales en las zonas 2, 3, 4. La segunda fase arrancó el 2 de agosto.
Zonal regional (segunda fase)
- La Zona Norte estuvo integrada por los equipos de las provincias de: Santo Domingo de los Tsáchilas, Esmeraldas, Imbabura, Pichincha, Manabí y Sucumbíos.
- La Zona Centro estuvo integrada por los equipos de las provincias de: Bolívar, Los Ríos, Chimborazo, Tungurahua, Napo y Pastaza.
- La Zona Sur estuvo integrada por los equipos de las provincias de: Azuay, Guayas, Loja, Orellana, El Oro y Santa Elena.

Cada zona estuvo dividida en 2 grupos, cada grupo contó con un representante de cada provincia sin repetirse en el mismo grupo dos equipos de la misma provincia y alternando un campeón y un subcampeón bajo sorteo previo.
Zonal nacional (tercera fase)
La tercera fase se la jugó con 6 equipos, los cuales salieron de los ganadores de los zonales de la fase anterior. Los dos primeros clasificaron a la Serie B de Ecuador de la siguiente temporada.

## Equipos clasificados
| Asociación                                                                            | Equipo                                     | Vía de clasificación |
| ------------------------------------------------------------------------------------- | ------------------------------------------ | --- |
| Azuay 2 cupos                                                                         | Liga de Cuenca Gualaceo S. C.              | Campeón de la Segunda Categoría de Azuay 2010 Subcampeón de la Segunda Categoría de Azuay 2010                                                   |
| Bolívar 2 cupos                                                                       | Gremio Juventud Minera                     | Campeón de la Segunda Categoría de Bolívar 2010 Subcampeón de la Segunda Categoría de Bolívar 2010                                               |
| Chimborazo 2 cupos                                                                    | Star Club Club Chimborazo                  | Campeón de la Segunda Categoría de Chimborazo 2010 Subcampeón de la Segunda Categoría de Chimborazo 2010                                         |
| El Oro 2 cupos                                                                        | Audaz Octubrino Santa Rosa F. C.           | Campeón de la Segunda Categoría de El Oro 2010 Subcampeón de la Segunda Categoría de El Oro 2010                                                 |
| [[Archivo:\|20x20px\|border\|Bandera de Esmeraldas]] Esmeraldas 2 cupos               | Rocafuerte Juvenil                         | Campeón de la Segunda Categoría de Esmeraldas 2010 Subcampeón de la Segunda Categoría de Esmeraldas 2010                                         |
| Guayas 2 cupos                                                                        | Calvi Paladín "S"                          | Campeón de la Segunda Categoría de Guayas 2010 Subcampeón de la Segunda Categoría de Guayas 2010                                                 |
| Imbabura 2 cupos                                                                      | Valle del Chota Teodoro Gómez de la Torre  | Campeón de la Segunda Categoría de Imbabura 2010 Subcampeón de la Segunda Categoría de Imbabura 2010                                             |
| Loja 2 cupos                                                                          | JVC F. C. UTPL                             | Campeón de la Segunda Categoría de Loja 2010 Subcampeón de la Segunda Categoría de Loja 2010                                                     |
| Los Ríos 2 cupos                                                                      | Deportivo Quevedo Venecia                  | Campeón de la Segunda Categoría de Los Ríos 2010 Subcampeón de la Segunda Categoría de Los Ríos 2010                                             |
| Manabí 2 cupos                                                                        | Politécnico de Manabí Ciudad de Pedernales | Campeón de la Segunda Categoría de Manabí 2010 Subcampeón de la Segunda Categoría de Manabí 2010                                                 |
| Napo 2 cupos                                                                          | Malta Shungo New Star                      | Campeón de la Segunda Categoría de Napo 2010 Subcampeón de la Segunda Categoría de Napo 2010                                                     |
| Orellana 2 cupos                                                                      | Abuelos F. C. Estrellas de Orellana        | Campeón de la Segunda Categoría de Orellana 2010 Subcampeón de la Segunda Categoría de Orellana 2010                                             |
| Pastaza 2 cupos                                                                       | Cooperativa Amazonas Deportivo Puyo        | Campeón de la Segunda Categoría de Pastaza 2010 Subcampeón de la Segunda Categoría de Pastaza 2010                                               |
| [[Archivo:\|20x20px\|border\|Bandera de Pichincha]] Pichincha 2 cupos                 | Aucas Cuniburo                             | Campeón de la Segunda Categoría de Pichincha 2010 Subcampeón de la Segunda Categoría de Pichincha 2010                                           |
| [[Archivo:\|20x20px\|border\|Bandera de Santa Elena (provincia)]] Santa Elena 2 cupos | Carlos Borbor Reyes Sport Bilbao SV        | Campeón de la Segunda Categoría de Santa Elena 2010 Subcampeón de la Segunda Categoría de Santa Elena 2010                                       |
| Santo Domingo de los Tsáchilas 2 cupos                                                | Águilas Los Dragones                       | Campeón de la Segunda Categoría de Santo Domingo de los Tsáchilas 2010 Subcampeón de la Segunda Categoría de Santo Domingo de los Tsáchilas 2010 |
| Sucumbíos 2 cupos                                                                     | Caribe Junior Racing Junior                | Campeón de la Segunda Categoría de Sucumbíos 2010 Subcampeón de la Segunda Categoría de Sucumbíos 2010                                           |
| Tungurahua 2 cupos                                                                    | Pelileo S. C. Mushuc Runa                  | Campeón de la Segunda Categoría de Tungurahua 2010 Subcampeón de la Segunda Categoría de Tungurahua 2010                                         |

## Zona Norte
Los equipos de Pichincha, Manabi, Imbabura, Esmeraldas, Sucumbíos y Santo Domingo de los Tsáchilas.

### Grupo A
| Pos | Equipo        | Pts | PJ |
| --- | ------------- | --- | -- |
| 1.° | Águilas       | 22  | 10 |
| 2.° | Rocafuerte    | 22  | 10 |
| 3.° | Teodoro Gómez | 13  | 9  |
| 4.° | Cuniburo      | 12  | 9  |
| 5.° | Politécnico   | 10  | 10 |
| 6.° | Racing Junior | 3   | 10 |

### Grupo B
| Pos | Equipo               | Pts | PJ |
| --- | -------------------- | --- | -- |
| 1.° | Valle del Chota      | 25  | 10 |
| 2.° | Aucas                | 23  | 10 |
| 3.° | Ciudad de Pedernales | 12  | 9  |
| 4.° | Los Dragones         | 9   | 9  |
| 5.° | Caribe Junior        | 6   | 9  |
| 6.° | Juvenil              | 3   | 9  |

## Zona Centro
Los equipos de Chimborazo, Pastaza, Bolívar, Tungurahua, Los Ríos y Napo.

### Grupo C
| Pos | Equipo            | Pts | PJ |
| --- | ----------------- | --- | -- |
| 1.° | Deportivo Quevedo | 24  | 10 |
| 2.° | Juventud Minera   | 20  | 10 |
| 3.° | Star Club         | 18  | 9  |
| 4.° | Pelileo S. C.     | 12  | 9  |
| 5.° | New Star          | 5   | 9  |
| 6.° | Deportivo Puyo    | 2   | 9  |

### Grupo D
| Pos | Equipo               | Pts | PJ |
| --- | -------------------- | --- | -- |
| 1.° | Mushuc Runa          | 28  | 10 |
| 2.° | Venecia              | 19  | 9  |
| 3.° | Gremio               | 18  | 9  |
| 4.° | Cooperativa Amazonas | 10  | 9  |
| 5.° | Malta Shungo         | 4   | 10 |
| 6.° | Club Chimborazo      | 2   | 9  |

## Zona Sur
Los equipos de Guayas, Azuay, Loja, Cañar, El Oro, Orellana y Santa Elena.

### Grupo E
| Pos | Equipo          | Pts | PJ |
| --- | --------------- | --- | -- |
| 1.° | Gualaceo S. C.  | 27  | 10 |
| 2.° | Paladín "S"     | 25  | 10 |
| 3.° | JVC F. C.       | 12  | 10 |
| 4.° | Abuelos         | 12  | 10 |
| 5.° | Audaz Octubrino | 4   | 9  |
| 6.° | Sport Bilbao SV | 4   | 9  |

### Grupo F
| Pos | Equipo                | Pts | PJ |
| --- | --------------------- | --- | -- |
| 1.° | Liga de Cuenca        | 21  | 9  |
| 2.° | Calvi                 | 15  | 9  |
| 3.° | Carlos Borbor Reyes   | 14  | 9  |
| 4.° | Santa Rosa F. C.      | 13  | 9  |
| 5.° | Estrellas de Orellana | 8   | 9  |
| 6.° | UTPL                  | 4   | 9  |

## Hexagonal final

### Clasificación
| Pos | Equipo            | PJ | G | E | P | GF | GC | Dif | Pts |
| --- | ----------------- | -- | - | - | - | -- | -- | --- | --- |
| 1.° | Valle del Chota   | 10 | 7 | 1 | 2 | 17 | 6  | +11 | 22  |
| 2.° | Deportivo Quevedo | 10 | 6 | 2 | 2 | 17 | 10 | +7  | 20  |
| 3.° | Águilas           | 10 | 6 | 2 | 2 | 14 | 7  | +7  | 20  |
| 4.° | Gualaceo S. C.    | 10 | 3 | 3 | 4 | 13 | 15 | -2  | 12  |
| 5.° | Mushuc Runa       | 9  | 2 | 1 | 6 | 9  | 17 | -8  | 7   |
| 6.° | Liga de Cuenca    | 9  | 0 | 1 | 8 | 4  | 19 | -15 | 1   |

|  | Ascendieron a Serie B 2011 |

### Partidos
| Fecha 1         | Fecha 1   | Fecha 1           |
| Local           | Resultado | Visitante         |
| --------------- | --------- | ----------------- |
| LDU de Cuenca   | 1 - 3     | Mushuc Runa       |
| Águilas         | 2 - 2     | Deportivo Quevedo |
| Valle del Chota | 1 - 0     | Gualaceo          |

| Fecha 2           | Fecha 2   | Fecha 2         |
| Local             | Resultado | Visitante       |
| ----------------- | --------- | --------------- |
| Gualaceo          | 1 - 1     | Águilas         |
| Deportivo Quevedo | 3 - 0     | LDU de Cuenca   |
| Mushuc Runa       | 0 - 1     | Valle del Chota |

| Fecha 3         | Fecha 3   | Fecha 3           |
| Local           | Resultado | Visitante         |
| --------------- | --------- | ----------------- |
| Gualaceo        | 2 - 2     | Mushuc Runa       |
| Águilas         | 1 - 0     | LDU de Cuenca     |
| Valle del Chota | 2 - 0     | Deportivo Quevedo |

| Fecha 4           | Fecha 4   | Fecha 4         |
| Local             | Resultado | Visitante       |
| ----------------- | --------- | --------------- |
| LDU de Cuenca     | 1 - 3     | Valle del Chota |
| Águilas           | 2 - 0     | Mushuc Runa     |
| Deportivo Quevedo | 3 - 0     | Gualaceo        |

| Fecha 5         | Fecha 5   | Fecha 5           |
| Local           | Resultado | Visitante         |
| --------------- | --------- | ----------------- |
| Gualaceo        | 2 - 0     | LDU de Cuenca     |
| Valle del Chota | 3 - 0     | Águilas           |
| Mushuc Runa     | 2 - 3     | Deportivo Quevedo |

| Fecha 6           | Fecha 6   | Fecha 6         |
| Local             | Resultado | Visitante       |
| ----------------- | --------- | --------------- |
| Deportivo Quevedo | 2 - 0     | Mushuc Runa     |
| Águilas           | 1 - 0     | Valle del Chota |
| LDU de Cuenca     | 0 - 2     | Gualaceo        |

| Fecha 7         | Fecha 7   | Fecha 7           |
| Local           | Resultado | Visitante         |
| --------------- | --------- | ----------------- |
| Valle del Chota | 3 - 1     | LDU de Cuenca     |
| Mushuc Runa     | 0 - 3     | Águilas           |
| Gualaceo        | 3 - 1     | Deportivo Quevedo |

| Fecha 8           | Fecha 8   | Fecha 8         |
| Local             | Resultado | Visitante       |
| ----------------- | --------- | --------------- |
| Mushuc Runa       | 2 - 1     | Gualaceo        |
| LDU de Cuenca     | 0 - 1     | Águilas         |
| Deportivo Quevedo | 1 - 0     | Valle del Chota |

| Fecha 9         | Fecha 9   | Fecha 9           |
| Local           | Resultado | Visitante         |
| --------------- | --------- | ----------------- |
| Águilas         | 3 - 0     | Gualaceo          |
| LDU de Cuenca   | 1 - 1     | Deportivo Quevedo |
| Valle del Chota | 2 - 0     | Mushuc Runa       |

| Fecha 10          | Fecha 10   | Fecha 10        |
| Local             | Resultado  | Visitante       |
| ----------------- | ---------- | --------------- |
| Mushuc Runa       | Suspendido | LDU de Cuenca   |
| Deportivo Quevedo | 1 - 0      | Águilas         |
| Gualaceo          | 2 - 2      | Valle del Chota |

### Campeón
|                                                                  |
|                                                                  |
| Club Deportivo Valle del Chota 1.er título Ascendió a la Serie B |
| También ascendió Club Deportivo Quevedo como vicecampeón.        |

## Goleadores
| Jugador           | Club              | Goles |
| ----------------- | ----------------- | ----- |
| Marlon Rodríguez  | Valle del Chota   | 12    |
| Juan Espinoza     | Liga de Cuenca    | 11    |
| Iván Trelles      | Gualaceo S. C.    | 11    |
| Augusto Sevillano | Rocafuerte S. C.  | 10    |
| Marco Segura      | Deportivo Quevedo | 9     |